# Stéphane Custers
Stéphane Custers est un acteur, dramaturge et metteur en scène belge né le 23 décembre 1970 à Bruxelles.

## Biographie
Parallèlement à des études classiques gréco-latines, Stéphane Custers suit une formation de danse classique et de danse contemporaine au Conservatoire de danse de Bruxelles, école liée à l'école Mudra, dirigée par Maurice Béjart.
Il décide de se consacrer au théâtre et entre au Conservatoire royal de Bruxelles en 1988. Il y décroche le premier prix d'art dramatique en 1992 et celui de déclamation en 1994. Il est membre de la Ligue d'improvisation belge de 1992 à 1997. Prix du public en 1997. Entre 1992 et 2003, il se produit sur les planches bruxelloises, du Théâtre royal du Parc au Théâtre de la Toison d'Or, en passant par le Théâtre royal des Galeries et le Théâtre de Poche. Il se produit également dans de nombreuses productions de Del Diffusion, notamment dans les ruines de l'Abbaye de Villers-la-Ville.
Repéré par Stéphane Bern dans une émission de la RTBF, celui-ci lui propose de faire partie de l'équipe de 20 h 10 pétantes de 2003 à 2006 sur Canal+. Depuis 2006, il est également l'auteur d'un blog, Stéphane Custers : de profil, qui présente « la pop-up culture et l'art de vivre nez au vent, vus par un optimiste subjectif ».
En 2017, il publie un recueil de textes issus du blog, intitulé Les Carnets du Flamand Rose, aux éditions du Carrefour.

## Filmographie

### Cinéma
- 2009 : Cyprien de David Charhon
- 2010 : Sans laisser de traces de Grégoire Vigneron
- 2013 : Les Gamins d'Anthony Marciano
- 2015: Deux au Carré, de Philippe Dajoux

## Émissions de télévision
- 20 h 10 pétantes (Canal+), chroniqueur
- Faux contact (Canal+ Belgique) avec Manu Thoreau
- Ici Bla-Bla
- Les Allumés.be (RTBF)
- Magritte du cinéma (BeTV), coécriture et mise en scène
- Gérard de la télévision 2014 (Paris Première), coauteur

## Radio
- 2015 : Le Nouveau Rendez-vous  de Laurent Goumarre (France Inter), chroniqueur

## Théâtre
On retiendra surtout :
- 1994 : Peter Pan, d'après James Matthew Barrie : rôle-titre, mise en scène de Bruno Bulté
- 1995 : Pinocchio, d'après Carlo Collodi : rôle-titre, mise en scène de Bruno Bulté
- La Trilogie marseillaise, d'après Marcel Pagnol : Césariot, mise en scène de Jean Paul Landresse
- 1996 : Le Public de Federico García Lorca, mise en scène de Frédéric Dussenne
- 2001 : La Reine Margot, d'après Alexandre Dumas : le duc d'Alençon, mise en scène de Stephen Shank
- 2001 : Décollage immédiat de Laurence Bibot, Charlie Dupont et Benoît Forget : Peter Hermès
- 2002 Excit de Sébastien Ministru : Bruno, « le plus mauvais comédien de Belgique », mise en scène de Nathalie Uffner
- Les Misérables de Victor Hugo : Laigle, mise en scène de Stephen Shank
- 2003 : Macbeth de William Shakespeare : Malcolm, mise en scène de Bruno Bulté

One man shows
- 1993 : La Confession de Sweet Franky, Théâtre Loyal du Trac
- 1994 : Je vous aime bien..., cafés théâtres
- 1996 : Monsieur Cloporte, Théâtre Molière
- 1997 : Et Dieu créa le disco, Salle le Claridge
- 2000 : Le Nouveau Monde, Théâtre de la Toison d'Or
- 2012 : Je suis un monstre (comme tout le monde), création à Paris au Théâtre de Dix Heures

Dramaturge
- 2001 : Denver et Stanza, parodies des séries policières des années 1970
- 2003 : Tortilla de patatas, chronique corrosive des années 1980 autour d’un club de tennis
- S.T.A.R.S., Situations Tragiques à Rebondissements Saugrenus, comédie absurde qui parodie la science-fiction
- 2009 : Fondue savoyarde, suite de Tortilla de patatas où, cinq ans après, les protagonistes se retrouvent lors d’une formation pour cadres à la neige

## Publications
- 2017 : Les Carnets du flamand rose, les tribulations d'un belge un peu gauche échoué sur la rive droite, Éditions du Karrefour.
- 2018 : Hubert, nouvelle, publiée dans le cadre de la collection Opuscules, aux éditions Lamiroy.